# 알렉산드라 옵친니코바
알렉산드라 야코블레브나 옵친니코바(러시아어: Александра Яковлевна Овчинникова, 1914년 12월 25일(그레고리력으로는 1915년 1월 7일) ~ 2009년 6월 8일)는 러시아의 정치인이다. 야쿠트족 출신이며, 1959년 야쿠츠크 국립 대학교 역사학부 통신학과를 졸업하였다. 1963년 소련 러시아 소비에트 연방 사회주의 공화국의 자치 공화국 가운데 하나인 야쿠트 소비에트 사회주의 자치 공화국(현재의 러시아 사하 공화국)의 정부 수반으로 선출되었다.